# Ligne T3 du tramway de Gand
Pour les articles homonymes, voir Ligne T3.
La ligne T3 du tramway de Gand est une ligne de tramway qui relie Zwijnaarde à Gentbrugge.

## Histoire
La ligne est créée le 6 janvier 2024 lors de la restructuration du réseau du tramway de Gand. Elle reprend une partie de l'itinéraire de l'ancienne ligne 2 entre Zwijnaarde et Gand Sud et l'itinéraire de l'ancienne ligne 4 entre Gand Sud et Moscou.

## Tracé et stations

### Les stations
La ligne possède les arrêts suivants :
|  |   |  | Station                            | Lat/Long                    | Commune           | Correspondances                                                      |
|  | - |  | ---------------------------------- | --------------------------- | ----------------- | -------------------------------------------------------------------- |
|  | O |  | Zwijnaarde Bibliotheek             | 51° 00′ 07″ N, 3° 42′ 46″ E | Zwijnaarde (Gand) |                                                                      |
|  | o |  | Molen                              | 51° 00′ 18″ N, 3° 42′ 56″ E | Zwijnaarde (Gand) | 48, 49                                                               |
|  | o |  | Klaartestraat                      | 51° 00′ 35″ N, 3° 43′ 07″ E | Zwijnaarde (Gand) |                                                                      |
|  | o |  | Gestichtstraat                     | 51° 01′ 06″ N, 3° 43′ 11″ E | Zwijnaarde (Gand) | 5a, 5b                                                               |
|  | o |  | Rerum Novarumplein                 | 51° 01′ 22″ N, 3° 43′ 14″ E | Gand              | 5a, 5b                                                               |
|  | o |  | De Pintelaan                       | 51° 01′ 35″ N, 3° 43′ 14″ E | Gand              |                                                                      |
|  | o |  | Krijgslaan                         | 51° 01′ 44″ N, 3° 43′ 06″ E | Gand              | T4                                                                   |
|  | o |  | Sint-Pietersaalststraat            | 51° 01′ 52″ N, 3° 42′ 50″ E | Gand              | T4                                                                   |
|  | o |  | Gent Sint-Pietersstation           | 51° 02′ 11″ N, 3° 42′ 42″ E | Gand              | T1 , T4 9a, 9b, 19, 20, 34, 48, 49, 50, 55, 70, 71, 76, 77, 78, SNCB |
|  | o |  | Meersstraat                        | 51° 02′ 19″ N, 3° 42′ 38″ E | Gand              | T1 , T4 , 9a, 9b, 19                                                 |
|  | o |  | Koning Albertbrug                  | 51° 02′ 34″ N, 3° 42′ 40″ E | Gand              | T1 , T4 , 19                                                         |
|  | o |  | Bijlokehof                         | 51° 02′ 43″ N, 3° 42′ 49″ E | Gand              | T1 , T4                                                              |
|  | o |  | Bernard Spaelaan                   | 51° 02′ 53″ N, 3° 42′ 35″ E | Gand              | T1 , T4                                                              |
|  | o |  | Rozemarijnbrug                     | 51° 03′ 01″ N, 3° 42′ 34″ E | Gand              | T1 , T4                                                              |
|  | o |  | Galgenberg                         | 51° 03′ 02″ N, 3° 42′ 50″ E | Gand              | T1                                                                   |
|  | o |  | Oude Houtlei                       | 51° 03′ 00″ N, 3° 43′ 02″ E | Gand              | T1                                                                   |
|  | o |  | Koophandelsplein                   | 51° 03′ 02″ N, 3° 43′ 19″ E | Gand              | T1                                                                   |
|  | o |  | Vogelmarkt                         | 51° 03′ 02″ N, 3° 43′ 34″ E | Gand              | T1                                                                   |
|  | o |  | Lippensplein                       | 51° 03′ 00″ N, 3° 43′ 49″ E | Gand              | T1 , T2                                                              |
|  | o |  | Zuid                               | 51° 02′ 53″ N, 3° 43′ 54″ E | Gand              | T1 , T2 , 5a, 5b, 6, 16, 33, 40, 41, 42, 55, 56, 70, 71, 76, 77, 78  |
|  | o |  | Vijfwindgatenstraat                | 51° 02′ 40″ N, 3° 44′ 01″ E | Gand              | T1 , T2                                                              |
|  | o |  | Sint-Lievenspoort (Zuidpark)       | 51° 02′ 24″ N, 3° 44′ 11″ E | Gand              | T1 , 33, 40, 41, 42                                                  |
|  | o |  | P+R Ledeberg (Hundelgemsesteenweg) | 51° 02′ 15″ N, 3° 44′ 19″ E | Ledeberg (Gand)   | T1 , P+R                                                             |
|  | o |  | Ledebergplein                      | 51° 02′ 13″ N, 3° 44′ 29″ E | Ledeberg (Gand)   | T1 , 9a, 9b, 20                                                      |
|  | o |  | Botermarkt                         | 51° 02′ 02″ N, 3° 44′ 30″ E | Ledeberg (Gand)   | 33, 40, 41, 42                                                       |
|  | o |  | Van Ooteghemstraat                 | 51° 01′ 54″ N, 3° 44′ 52″ E | Ledeberg (Gand)   |                                                                      |
|  | O |  | Moscou                             | 51° 01′ 46″ N, 3° 45′ 04″ E | Gentbrugge (Gand) | P+R                                                                  |

## Exploitation de la ligne
La ligne T3 est exploitée par De Lijn. Le temps de parcours est de 40 minutes.

### Fréquence
La fréquence de passage est de 7 minutes en heures de pointe, de 10 minutes en heures creuses et de 15 à 20 minutes en soirée.

### Matériel roulant
La ligne exploitée à l'aide de rames Bombardier Hermelijn et Bombardier Flexity Albatros.